# フリーダム・パイナップル
フリーダム・パイナップル（英語: Freedom Pineapples、中国語: 自由鳳梨）は、2021年2月末に中国政府の検疫政策（禁輸）によって引き起こされた台湾産パイナップルの国内外における購買運動。日本を筆頭に大幅な他国市場開拓に成功したが、それまで輸出の90%以上を占めていた中国の穴を埋めることはできず、輸出量は前年比約64%になり、栽培面積を減少させざるを得なくなった。

## 発端
2021年2月末、中華人民共和国政府は台湾でパイナップルの収穫期を迎えようとする3月より害虫を理由として輸入停止措置を決定した。中国側が2020年春に害虫の検出を通知したことを受け、行政院農業委員会（農水省に相当。以下農委会）によると台湾側は検疫強化などでその後延べ5,121トンを輸出したが、2020年1月1日からの1年2ヶ月で検疫合格率は99.97～100%だったことから反発の意を示した。
3月以降、各国の支援が拡大すると中国側は国務院台湾事務弁公室が農業分野での台湾優遇措置を発表したが、台湾では行政院報道官、農委会、外交部とも取り合わない意向を発信している。また、両岸間における種苗の流失問題についても、7月末に行政院経済部国際貿易局はフルーツ18品目の種苗輸出に対し農委会の同意を要するよう対中輸出を厳格化した。

## 名称
当初は台湾で「鳳梨之戰（パイナップル戦争）」「鳳梨之亂（パイナップルの乱）」などと報じられていた。
日米欧など西側諸国の協力体制が明らかになると、外交部長呉釗燮がFacebookなどで「#FreedomPineapple」というハッシュタグを用いるなど、イラク戦争下の米国における反仏活動の象徴である「フリーダム・フライ」や、それをもじった豪中間の政治・貿易闘争による「フリーダム・ワイン」になぞらえて「フリーダム・パイナップル」と呼ばれるようになった。一部日本語メディアでは「自由パイナップル」の表記もある。

## 台湾のパイナップル
台湾のパイナップルは毎年3-7月が収穫期となっており、下表のとおり南部の4県市と中部南投県が一大産地となっている。果肉は他国産より甘味があり、芯の部分までそのまま食べることができる

### 地域別生産分布
| 年     | 全県市計  | 北部   | 北部   | 北部   | 北部   | 北部   | 中部   | 中部   | 中部   | 中部     | 南部   | 南部   | 南部     | 南部     | 南部     | 南部     | 東部   | 東部   |
| 年     | 全県市計  | 宜蘭県 | 基隆市 | 新北市 | 桃園市 | 新竹県 | 苗栗県 | 台中市 | 彰化県 | 南投県   | 雲林県 | 嘉義市 | 嘉義県   | 台南市   | 高雄市   | 屏東県   | 花蓮県 | 台東県 |
| ------ | --------- | ------ | ------ | ------ | ------ | ------ | ------ | ------ | ------ | -------- | ------ | ------ | -------- | -------- | -------- | -------- | ------ | ------ |
| 2011年 | 8,263.83  | 50.33  | …      | 0.10   | …      | …      | 3.38   | 130.87 | 238.90 | 1,183.75 | 401.59 | 65.23  | 1,089.74 | 1,301.14 | 1,009.45 | 2,361.84 | 140.03 | 287.48 |
| 2012年 | 8,191.96  | 46.19  | …      | 0.12   | …      | …      | 0.54   | 110.65 | 230.86 | 1,188.83 | 588.23 | 62.45  | 1,028.58 | 1,177.77 | 863.61   | 2,465.55 | 137.71 | 290.77 |
| 2013年 | 8,657.69  | 43.63  | …      | 0.70   | …      | …      | 0.39   | 104.52 | 247.29 | 1,235.35 | 711.07 | 73.15  | 1,147.18 | 1,109.30 | 925.64   | 2,522.60 | 218.09 | 318.18 |
| 2014年 | 8,950.22  | 44.05  | …      | 1.07   | …      | 1.01   | 0.40   | 109.43 | 251.64 | 1,252.58 | 745.18 | 73.65  | 1,320.61 | 1,131.91 | 1,042.78 | 2,361.60 | 255.50 | 357.15 |
| 2015年 | 9,472.12  | 47.11  | …      | 1.26   | 0.41   | 1.08   | 0.41   | 116.10 | 250.17 | 1,236.39 | 767.00 | 73.79  | 1,321.24 | 1,268.01 | 1,022.84 | 2,703.02 | 289.65 | 373.11 |
| 2016年 | 10,379.38 | 45.29  | …      | 1.18   | 0.01   | 0.34   | 0.67   | 115.69 | 249.10 | 1,290.25 | 816.40 | 73.75  | 1,317.40 | 1,481.42 | 1,131.21 | 3,228.35 | 286.90 | 341.21 |
| 2017年 | 10,490.59 | 45.46  | …      | 1.17   | 0.00   | 0.14   | 0.90   | 122.34 | 253.70 | 1,272.83 | 842.75 | 78.77  | 1,311.82 | 1,505.94 | 1,160.53 | 3,265.78 | 283.86 | 343.29 |
| 2018年 | 8,427.54  | 45.47  | …      | 1.48   | 0.00   | 0.09   | 1.96   | 118.39 | 172.32 | 905.02   | 556.61 | 56.84  | 1,003.13 | 1,204.46 | 1,142.11 | 2,627.54 | 242.26 | 349.76 |
| 2019年 | 8,239.00  | 28.89  | 0.02   | 1.65   | 0.08   | 0.04   | 2.00   | 129.24 | 176.86 | 870.29   | 488.33 | 62.77  | 1,046.00 | 1,299.79 | 1,054.05 | 2,511.09 | 223.84 | 343.96 |

南投県のパイナップル農場
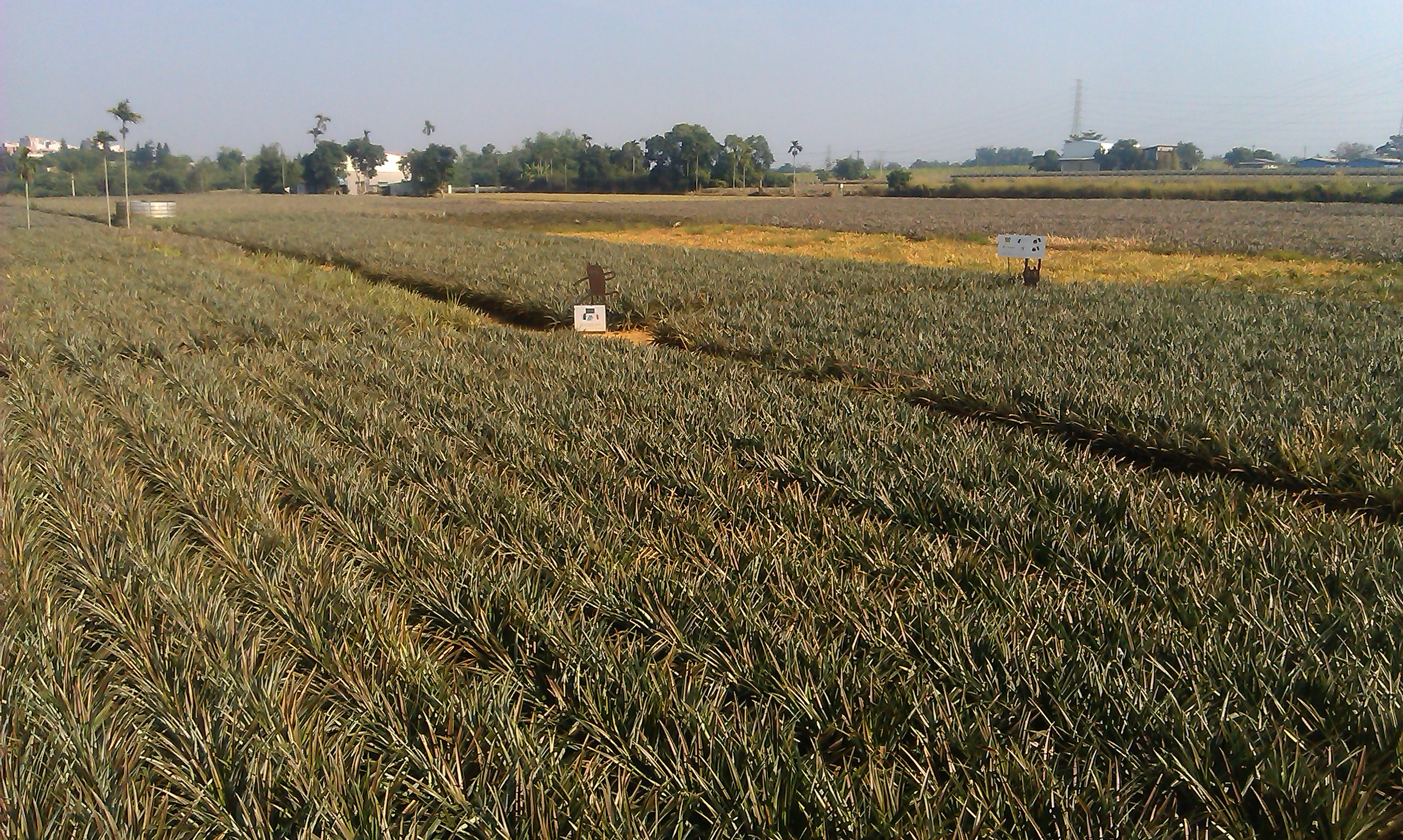
嘉義県民雄郷のパイナップル農場
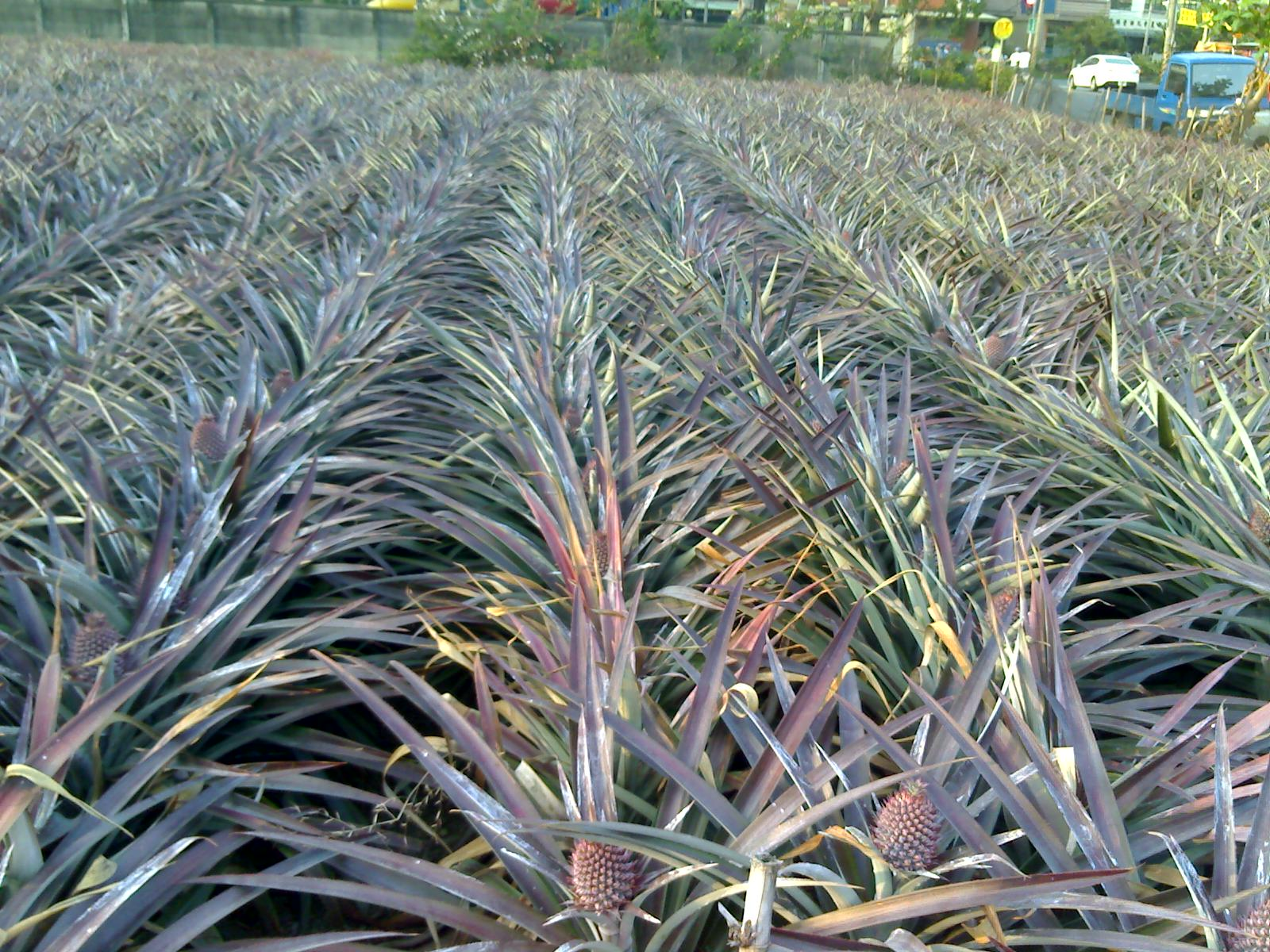
高雄市大樹区のパイナップル農場
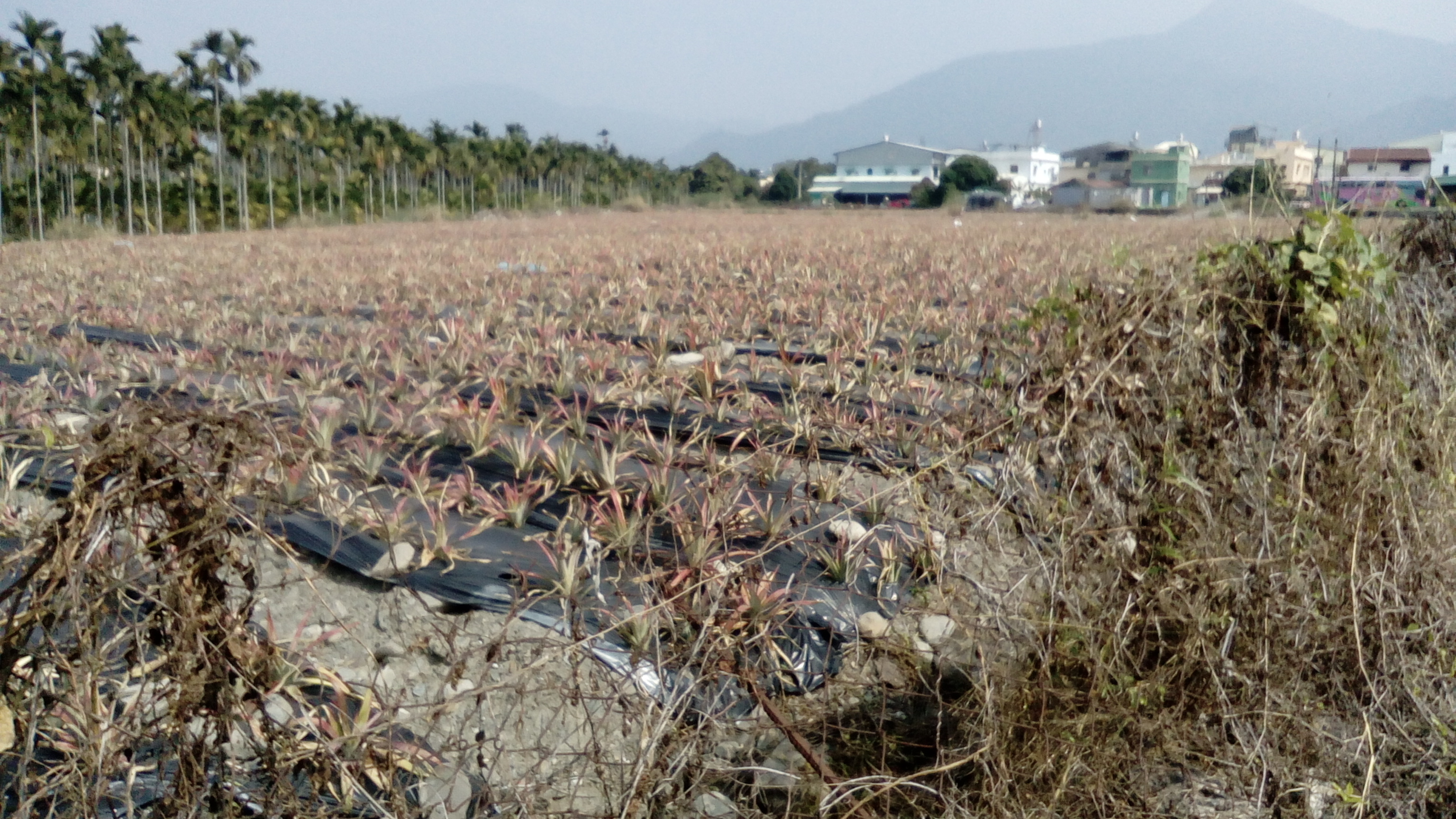
屏東県塩浦郷のパイナップル農園

### 生産および輸出状況
下表のとおり国内での総生産量（40-50万トン）に対し、国外へ輸出されるものは多くて10%前後だったが、直近10年（2011-2020年）ではその輸出先シェアは中国大陸が輸出量の9割近くを占め、日本と香港はそれに次ぐ規模（合わせて数%）となっていた。
台湾では小規模農家が多いことや途上国より割高な土地および人件費による高コスト体質なこともあり、2019年（令和元年）における日本政府による年間パイナップル輸入統計では、台湾産は981トンで、全体の9割超となるフィリピン産の14.6万トンに対して圧倒的に後塵を拝していた。

#### 2021年
中国政府の禁輸措置と、それに対抗する台湾政府のパイナップル消費促進キャンペーンに伴い、3月以降は輸出情勢が大幅に変化した。3-4月で対日本は前年度全体の3倍以上に、対香港は2ヶ月連続で前年度全体を上回り、2ヶ月の総量および輸出額でも約3倍となった。3-6月の4ヶ月で日本へは前年比8倍かつ過去19年分の総量に匹敵する1.6万トンが輸出され、輸出先シェアは71%となり、24%に急増した香港とともに驚異的な輸入増加を見せた。オーストラリアや米国も支援を表明した。しかし、中国禁輸の影響は非常に大きく、この時点で総輸出量は23,459トンで、昨年同期の37,225トンから37%近く減少した。最終的に、2021年の輸出量は2.95万トンに留まり、前年比36%減、ピークだった2019年比57%まで減少した。

#### 2022年
2022年も引き続き中国の禁輸は実施された。前年輸入拡大を支援した国において、日本は同程度を維持したが、欧州や米国の輸入量は減少したことで、輸出量はさらに減少し、年間輸出量は前年比28%減の2.1万トンであった。生産量も10年ぶりに4万トンを割った。なお、中国による台湾産農林水産物の禁輸品目はパイナップル以外にも広がっており、農林水産物全体の輸出額も2019年から減少傾向にある。
| 年                                                                                         | 生産量     | 輸出    | 輸出   | 輸出     | 輸出     | 輸出    | 輸出   | 輸出   | 輸出  | 輸出         | 輸出         | 輸出     | 輸出     | 輸出         | 輸出         |
| 年                                                                                         | 生産量     | 全世界  | 全世界 | 中国大陸 | 中国大陸 | 日本    | 日本   | 香港   | 香港  | シンガポール | シンガポール | 欧州連合 | 欧州連合 | 南北アメリカ | 南北アメリカ |
| 年                                                                                         | 生産量     | 量      | 額     | 量       | 額       | 量      | 額     | 量     | 額    | 量           | 額           | 量       | 額       | 量           | 額           |
| ------------------------------------------------------------------------------------------ | ---------- | ------- | ------ | -------- | -------- | ------- | ------ | ------ | ----- | ------------ | ------------ | -------- | -------- | ------------ | ------------ |
| 2009年                                                                                     | -          | 1,925t  | 1,643  | 737t     | 464      | 868t    | 775    | 113t   | 154   | 8t           | 12           | 18t      | 21       | 52t          | 84           |
| 2010年                                                                                     | 420,171.70 | 2,492t  | 2,550  | 1,111t   | 990      | 1,004t  | 1,044  | 160t   | 209   | 24t          | 42           | -        | -        | 52t          | 91           |
| 2011年                                                                                     | 401,366.96 | 3,376t  | 3,426  | 2,085t   | 1,768    | 921t    | 1,018  | 243t   | 340   | 22t          | 44           | 2t       | 3        | 47t          | 117          |
| 2012年                                                                                     | 392,210.90 | 4,663t  | 4,304  | 3,600t   | 2,793    | 739t    | 811    | 231t   | 385   | 30t          | 145          | 13t      | 24       | 21t          | 75           |
| 2013年                                                                                     | 413,465.30 | 5,259t  | 5,900  | 4,034t   | 4,175    | 904t    | 968    | 162t   | 456   | 27t          | 58           | 17t      | 22       | 43t          | 100          |
| 2014年                                                                                     | 456,242.89 | 9,539t  | 10,534 | 8,183t   | 8,333    | 920t    | 1,143  | 285t   | 725   | 13t          | 76           | 0t       | 1        | 117t         | 216          |
| 2015年                                                                                     | 493,998.35 | 23,629t | 28,176 | 21,485t  | 24,722   | 1,265t  | 1,698  | 288t   | 609   | 11t          | 75           | 434t     | 781      | 101t         | 193          |
| 2016年                                                                                     | 527,160.76 | 29,551t | 39,905 | 27,855t  | 37,106   | 1,136t  | 1,587  | 178t   | 504   | 6t           | 32           | 109t     | 202      | 148t         | 299          |
| 2017年                                                                                     | 553,530.82 | 27,717t | 37,863 | 26,811t  | 36,286   | 668t    | 972    | 70t    | 198   | 4t           | 7            | 9t       | 17       | 144t         | 356          |
| 2018年                                                                                     | 432,083.67 | 32,429t | 44,123 | 31,311t  | 42,169   | 698t    | 1,014  | 189t   | 374   | 19t          | 30           | 6t       | 15       | 161t         | 446          |
| 2019年                                                                                     | 431,084.13 | 52,679t | 67,086 | 51,112t  | 64,497   | 1,041t  | 1,422  | 207t   | 508   | 128t         | 201          | 4t       | 16       | 138t         | 371          |
| 2020年                                                                                     | 419,502.45 | 46,297t | 55,968 | 42,121t  | 50,364   | 2,171t  | 3,043  | 1,255t | 1,588 | 429t         | 463          | 27t      | 51       | 231t         | 387          |
| 2021年                                                                                     | 402,836.22 | 29,527t | 38,051 | 4,158t   | 5,266    | 17,919t | 22,984 | 6,553t | 8,280 | 273t         | 317          | 34t      | 73       | 260t         | 647          |
| (1-7月)                                                                                    | -          | 28,605t | 36,472 | 3,969t   | 5,025    | 17,583t | 22,468 | 6,235t | 7,758 | 261t         | 25           | 21t      | 44       | 212t         | 459          |
| (1月)                                                                                      | -          | 1,261t  | 1,644  | 1,216t   | 1,559    | 1t      | 4      | 12t    | 17    | 13t          | 25           | 0t       | 0        | 18t          | 33           |
| (2月)                                                                                      | -          | 1,888t  | 2,445  | 1,785t   | 2,247    | 83t     | 123    | 13t    | 31    | 1t           | 5            | 0t       | 0        | 3t           | 16           |
| (3月)                                                                                      | -          | 4,718t  | 5,773  | 810t     | 993      | 1,719t  | 2,203  | 1,768t | 2,175 | 239t         | 185          | 2t       | 4        | 78t          | 98           |
| (4月)                                                                                      | -          | 7,700t  | 9,845  | 64t      | 49       | 5,519t  | 7,060  | 1,962t | 2,479 | 5t           | 26           | 6t       | 18       | 22t          | 45           |
| (5月)                                                                                      | -          | 7,657t  | 9,731  | 48t      | 65       | 6,457t  | 8,148  | 1,077t | 1,355 | 1t           | 5            | 1t       | 4        | 36t          | 91           |
| (6月)                                                                                      | -          | 3,783t  | 4,963  | 2t       | 7        | 2,894t  | 3,746  | 796t   | 1,044 | 1t           | 5            | 3t       | 5t       | 30t          | 74           |
| (7月)                                                                                      | -          | 1,605t  | 2,095  | 45t      | 106      | 910t    | 1,184  | 613t   | 680   | 1t           | 5            | 8t       | 14       | 26t          | 103          |
| 2022年                                                                                     | 382,333.21 | 21,187t | 29,016 | 424t     | 504      | 17,548t | 24,328 | 2,863t | 3,372 | 42t          | 107          | 13t      | 28       | 153t         | 426          |
| 備考：表中の背景色赤は期間内最低値を、背景色緑は期間内最高値を、太字は最大の輸出先を示す。 |            |         |        |          |          |         |        |        |       |              |              |          |          |              |              |

## 各国の反応

### 台湾国内
中華民国総統蔡英文はただちに政府としての支援を表明し、高雄市では市長陳其邁とともに消費を呼び掛けた。
副総統の頼清徳もかつて市長職を務めた台南市に出向くなど精力的な農家支援を展開した。自身のInstagramやFacebookではパイナップルをPUI PUI モルカー（天竺鼠車車）に仕立てた「鳳梨車車」を食す姿を投稿し、Twitterでも日本語で日本人に対する消費の呼びかけを行った。
桃園市長の鄭文燦もTwitterで日本語での消費呼びかけを投稿した。
台湾鉄路管理局は自局の名物駅弁台鉄弁当でパイナップルを使った新メニューを発売し、
台湾ビールで知られる国営の台湾菸酒公司や、金色三麦を展開する民間の龍運集団でも国産パイナップルの調達を増やした。
企業、個人、加工業者による国内の注文と国外への輸出は3月2日時点で4万5千トンに達し、中国への年間輸出量がこの運動でほぼ消化されることが確定した。

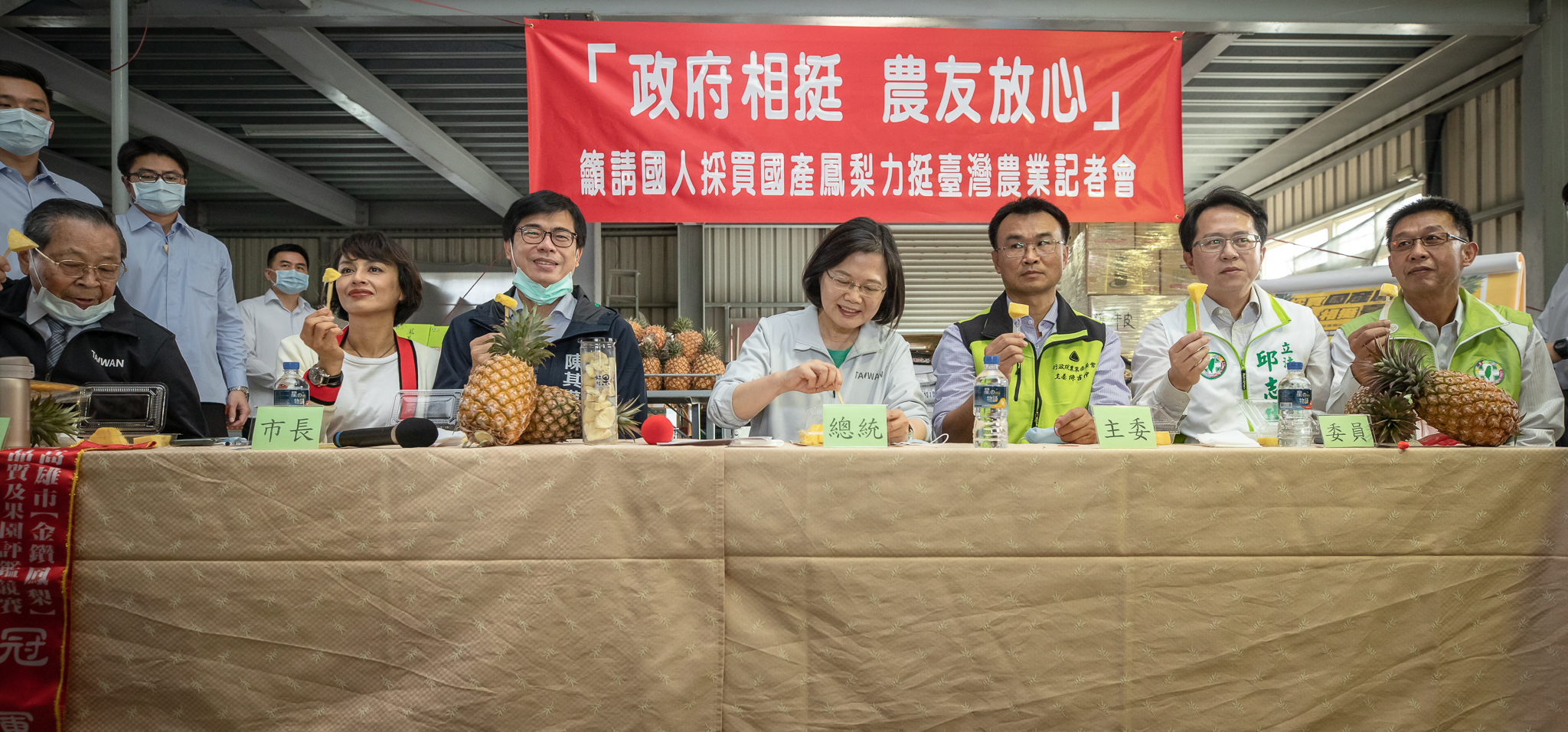
高雄市長陳其邁とともに農家支援を呼びかける総統蔡英文（2021年2月28日。高雄市大樹区）
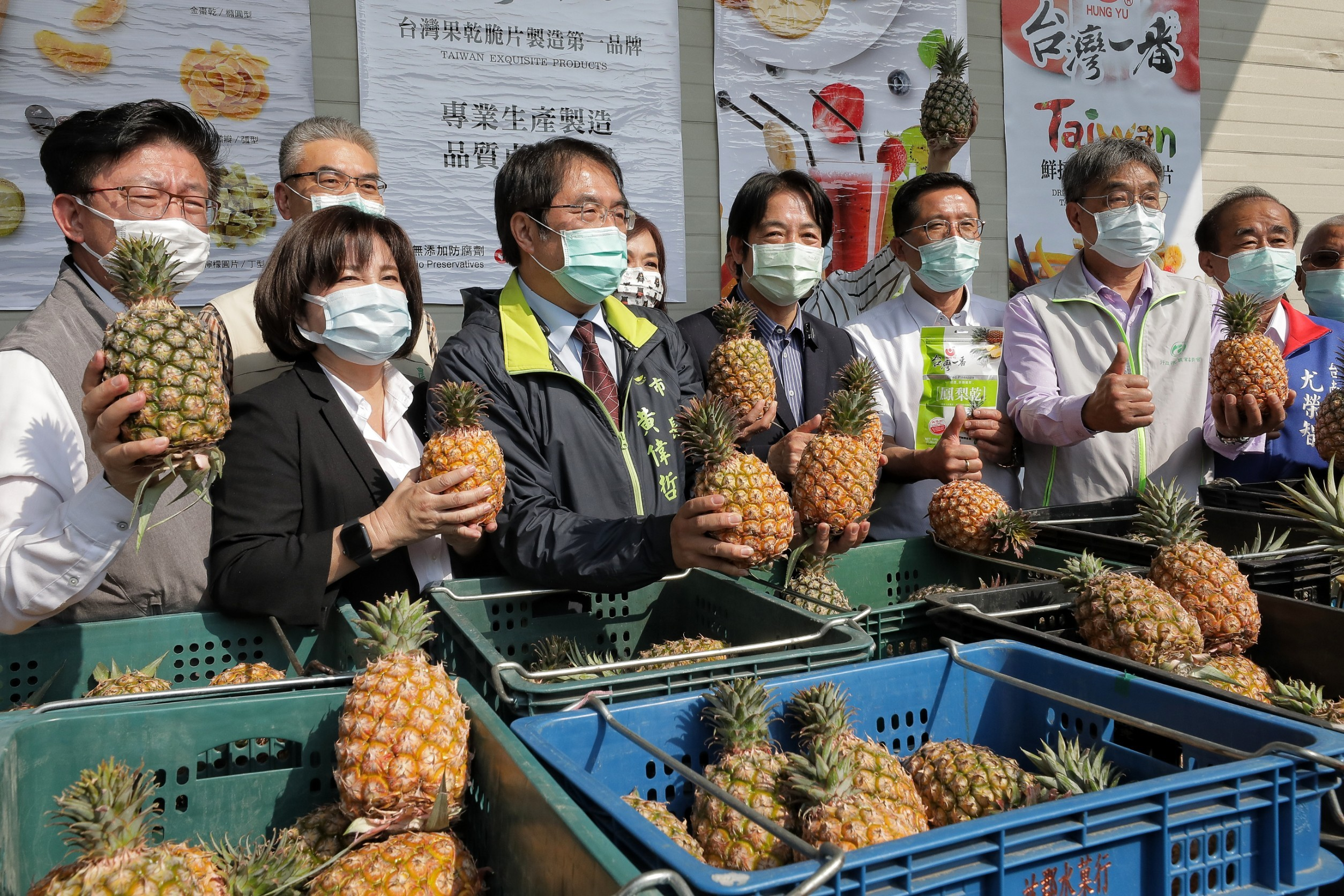
台南市長黄偉哲とともに農家支援を呼びかける副総統頼清徳（2021年2月28日）
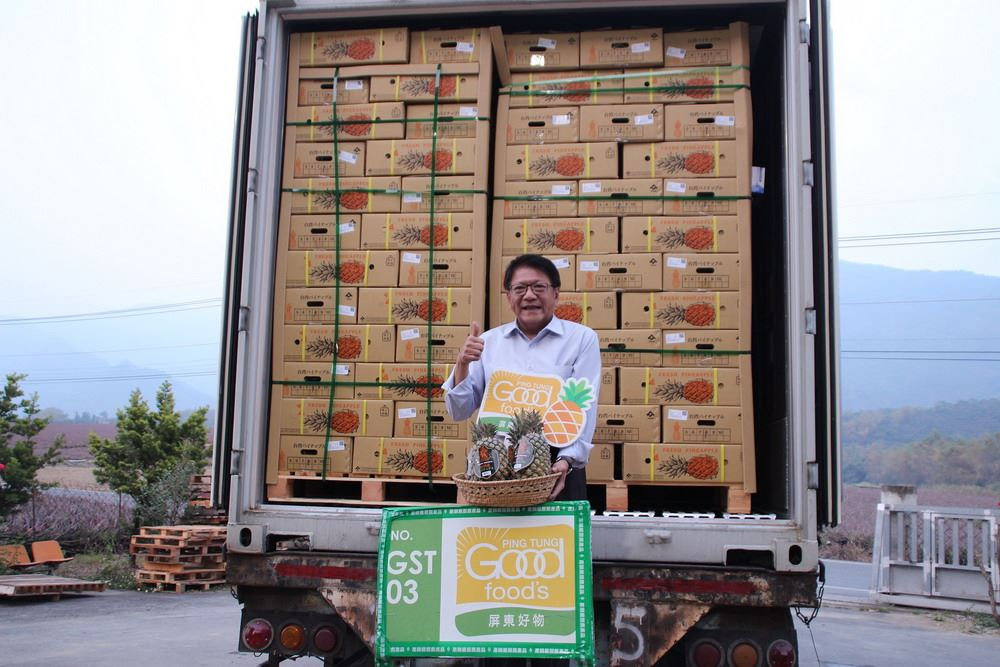
県内の輸出状況を視察した屏東県長の潘孟安（2021年2月27日）
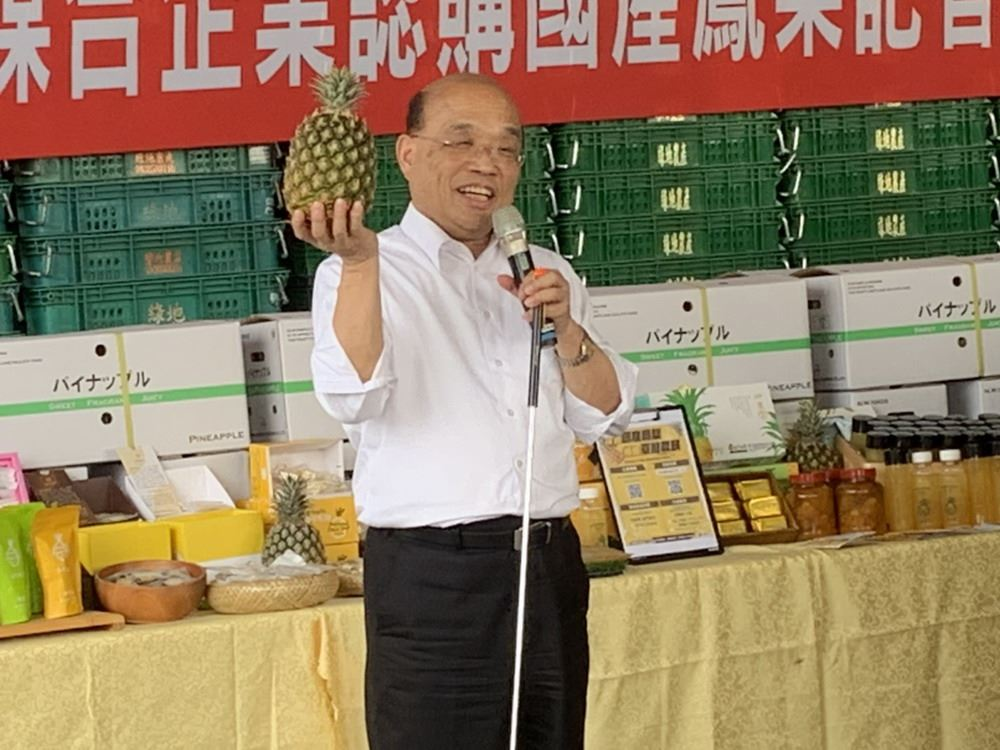
屏東県で農家支援を呼びかける行政院長蘇貞昌（2021年2月28日）

### 台湾国外

#### 日本

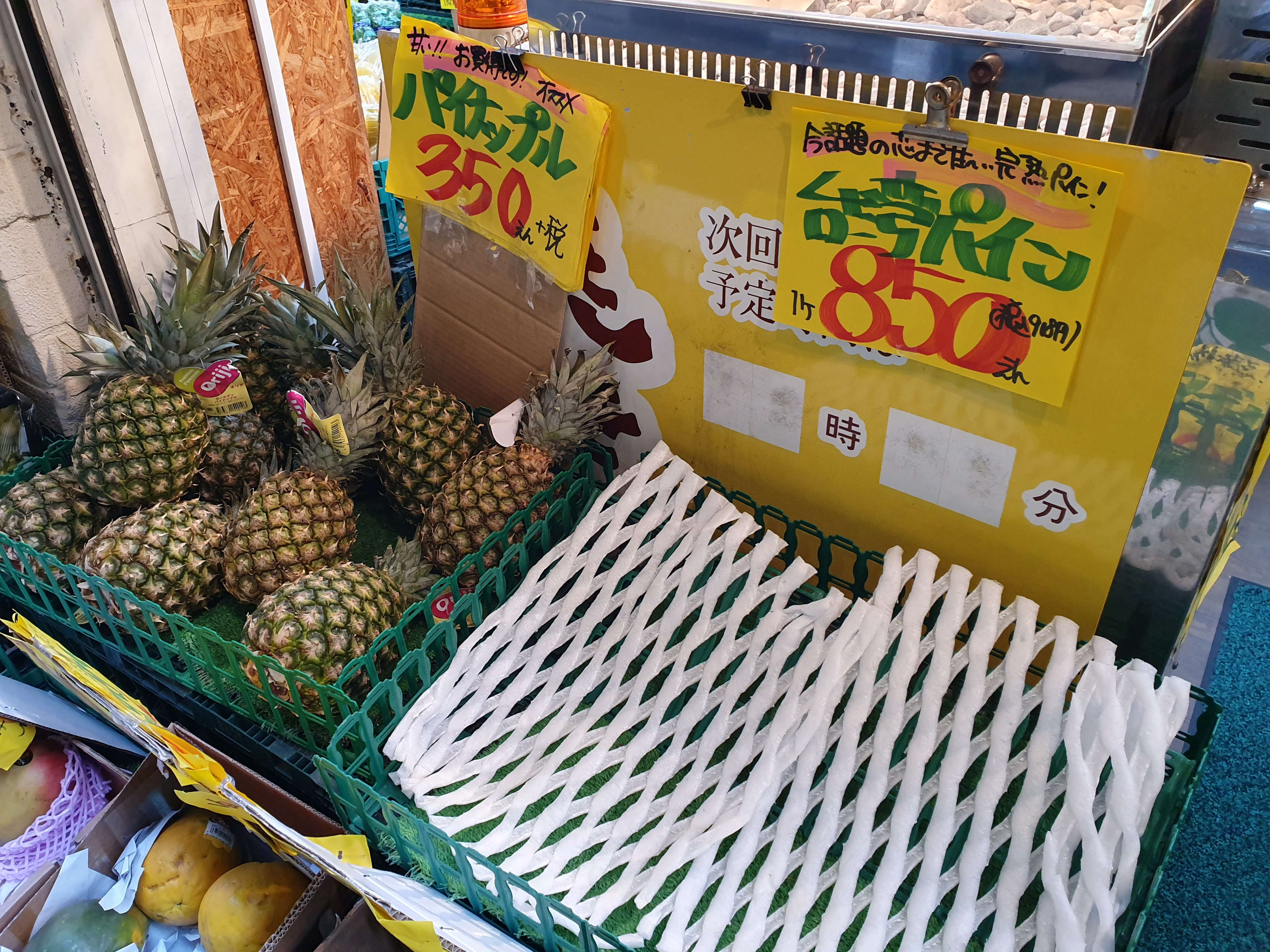
日本へ出荷されたパイナップルは早期に品切れ状態となった（2021年3月）

店頭価格でも台湾産パイナップルはフィリピン産に比べて割高だったが、一連の騒動により、日本の輸入量は前年比で倍増が見込まれるほどとなった。国内最大の産地である屏東県では、日本の小売大手西友などの調達もあり、2021年の対日輸出量が倍増となる600トンに達する見込みとなった。SNSでの呼びかけが拡大し、首都圏で店舗を展開しているベルクスでは入荷後即完売の状態が続いた。日本国内でのこうした協力に対し駐日台北経済文化代表処代表（大使に相当）の謝長廷も謝意を述べた。
3月11日、適正農業規範（TGAP）認定を受けたパイナップルを含む台湾産フルーツ数品目が2020年東京オリンピックで供給可能となったことを発表した。
前総理大臣の安倍晋三もTwitterで台湾産パイナップルを手に取りアピールする画像を投稿すると、蔡英文や陳其邁が日本語で返信した。
また、3月30日には、台北駐大阪経済文化弁事処福岡分処から山口県庁を通じて、山口県内にある10の児童養護施設に台湾産パイナップルが300個贈られた。
一方で、台湾で報道されていた産地偽装疑惑をまとめサイト「保守速報」が日本語で拡散したことで、日本の小売店は検疫証明書をネット上で公開し、最終的に保守速報側が謝罪・訂正する事態もあった。
また、輸出された一部（3%弱）に変色などの不良品が発見された。
6月3日には愛媛県松山市職員有志が共同購入を呼びかけて購入した9トンの台湾産パイナップルが到着した。

#### 香港

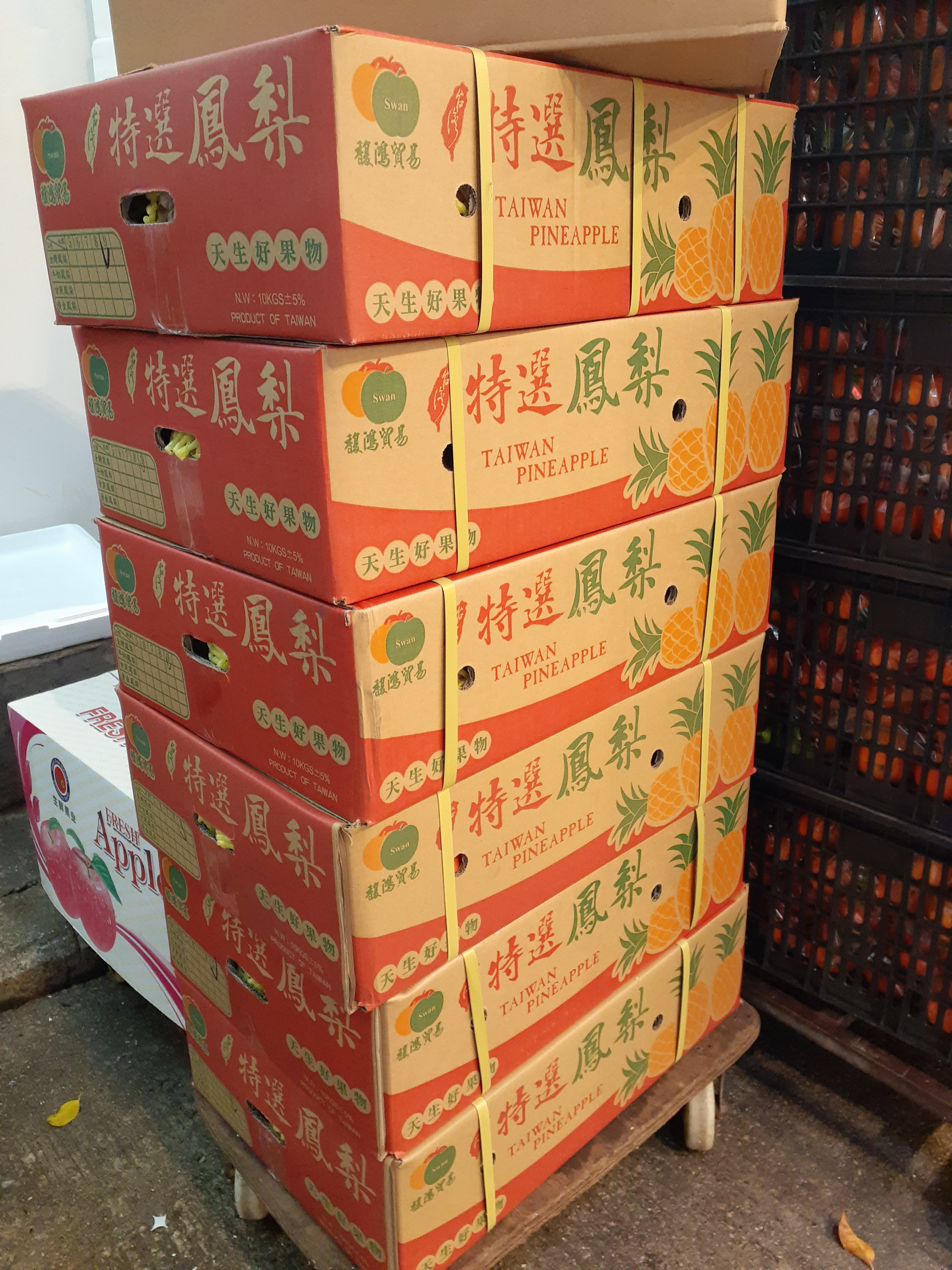
香港に出荷された台湾産パイナップル（2021年4月）

区議会議員（油尖旺区）の林兆彬は購買による台湾支援を呼び掛けた。購買運動拡大の結果、2021年3月の台湾からの輸入量は2月の中国の輸入量とほぼ同等となり、かつ日本を上回った。

#### 韓国
3月11日、屏東県産のパイナップルが釜山に出荷された。

#### シンガポール
在住台湾人や進駐企業などの協力で調達が増え、店頭ではマレーシアやインドネシア産との価格差も小さく2021年のシンガポールへの輸出量は倍増が見込まれることになった。ただし対日輸出同様に品質管理の向上が課題となった。

#### 米国
駐米台北経済文化代表処代表（駐米大使に相当）の蕭美琴は、前アメリカ合衆国国務長官のマイク・ポンペオと会談の際に台湾産ドライパイナップルを進呈し、米国の支援に謝意を表明した。
ポンペオもドライ・パイナップルを食し、「チェックメイト」と投稿した。

#### カナダ
在カナダの華僑団体がバンクーバーの代表処と協力し、高雄産のパイナップル18.6トンが出荷された。

### 註釈
1. ↑  中国大陸では『Zì yóu bō luó（自由菠蘿）』
2. ↑  中国大陸では『Zìh yóu bo luó（自由菠蘿）』
3. ↑  中国大陸では『ヅーヨウ ボールオ（自由菠蘿）』
4. ↑  香港や中国大陸では「菠蘿之亂」と表記される[11][12]。